# Ochthochloa compressa
Ochthochloa compressa là một loài thực vật có hoa trong họ Hòa thảo. Loài này được (Forssk.) Hilu mô tả khoa học đầu tiên năm 1981.